# Agyphantes
Agyphantes é um gênero de aranhas da família Linyphiidae descrito em 2004.